# 埃斯唐桑
埃斯唐桑（法語：Estensan）是法国上比利牛斯省的一个市镇，属于巴涅雷德比戈尔区（Bagnères-de-Bigorre）维耶尔奥尔县（Vielle-Aure）。该市镇总面积1.54平方公里，2009年时的人口为42人。

## 人口
埃斯唐桑人口变化图示